# Macarena Olona Choclán

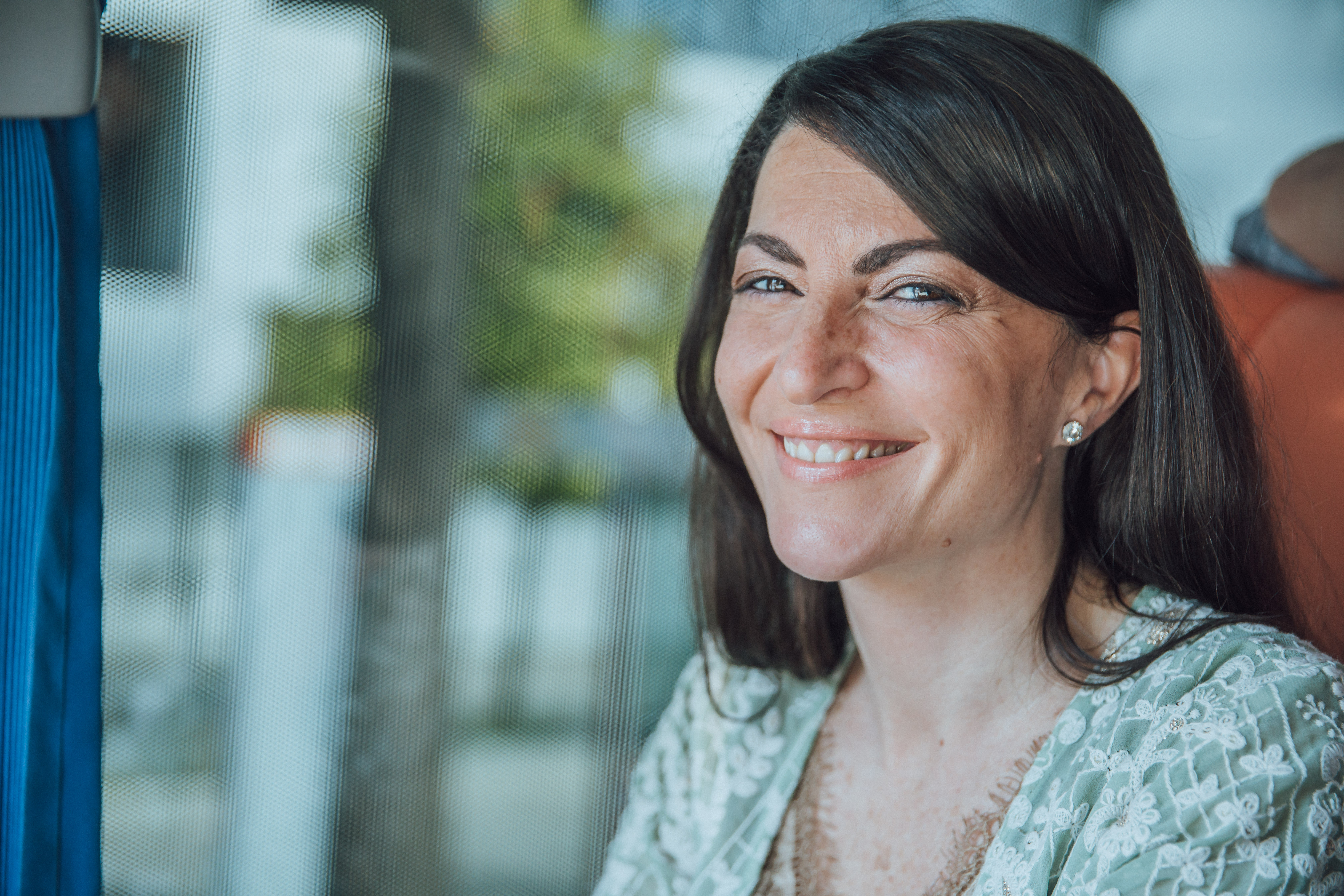

Macarena Olona Choclán (* 14. Mai 1979 in Alicante) ist eine spanische Juristin und Politikerin der Partei Vox und Abgeordnete im Unterhaus des spanischen Parlamentes, der Cortes Generales.

## Leben
Macarena Olona ist eine Tochter des katalanischen Geschäftsmanns Pablo Olona Cabasés (1954–2022). Sie studierte Rechtswissenschaften an der Universität Alicante. Sie trat 2009 in den Staatsdienst ein und war ab 2013 als Anwältin der Interessen des spanischen Gesamtstaates in der Autonomen Gemeinschaft Baskenland tätig. Im Sommer 2017 wurde sie von Mariano Rajoy von diesem Posten abgesetzt. Seit April 2019 gehört sie als Abgeordnete dem Congreso de los Diputados an. Macarena Olona hat einen 2019 geborenen Sohn.